# Paul Stollreither
Paul Stollreither (ur. 17 stycznia 1886 w Monachium, zm. 13 sierpnia 1973 tamże) – malarz i grafik niemiecki.

## Życiorys
Studiował na Akademii Sztuk Pięknych w Monachium u Angela Janka i Franza von Stucka. Do 1931 roku miał stałe wystawy w monachijskim Glaspalast, następnie w „Domu Sztuki”. Był członkiem „Reichsverbandes Bildender Künstler Deutschlands”, „Landesverbandes Bildender Kunstler”, Stowarzyszenia Artystów „Katakombe” w Monachium. Malował pejzaże, martwe natury kwiatowe oraz liczne portrety.